# Herkulesfürdöi emlék
Herkulesfürdöi emlék é um filme de drama húngaro de 1976 dirigido e escrito por Pál Sándor. Foi selecionado como representante da Hungria à edição do Oscar 1977, organizada pela Academia de Artes e Ciências Cinematográficas.

## Elenco
- Margit Dajka - Öreg primadonna
- Irma Patkós - Kegyelmes Asszony
- Carla Romanelli - Olasznő
- Dezső Garas - Reményi / Glück úr / Fényképész
- Sándor Szabó - Wallach
- Endre Holmann - Galambos Sarolta / Kövesi János
- Hédi Temessy - Ágota kisasszony
- Ildikó Pécsi - Mesternő
- Mária Lázár - Füsthajú nő
- Ági Margittay - Ambrusné
- Erzsébet Kútvölgyi - Zsófi nővér
- András Kern - Ács István
- György Simon - Lajos bácsi
- Georgiana Tarjan - Reményi Margitka
- Márk Zala - Különítményes tiszt